# Schweizer Skeleton-Meisterschaft 2008
Die Schweizer Skeleton-Meisterschaft 2008 wurde am 6. Januar 2008 auf der Bobbahn in St. Moritz ausgetragen.

## Männer
| Platz | Sportler              | Verein            | Laufzeiten      | Zeit          |
| ----- | --------------------- | ----------------- | --------------- | ------------- |
| 1     | Daniel Mächler        | Bobclub Zürichsee | 1:10.86 1:10.74 | 2:21.60       |
| 2     | Pascal Oswald         | Gyrenbad          | 1:11.37 57.30   | 2:22.40 +0.80 |
| 3     | Stefan Mörker         | Engiadina         | 1:11.95 1:10.77 | 2:22.72 +1.12 |
| 4     | Felix Poletti         |                   | 1:13.05 1:12.36 | 2:25.41 +3.81 |
| 5     | Jürg Geiser           |                   | 1:13.85 1:12.82 | 2:26.67 +5.07 |
| 6     | Philippe Wendel       |                   | 1:13.95 1:12.74 | 2:26.69 +5.09 |
| 7     | Pierre-Henri Vulliens |                   | 1:14.34 1:14.48 | 2:28.82 +7.22 |
| 8     | Damian Gianola        |                   | 1:15.93 1:15.42 | 2:31.35 +9.75 |
| 9     | Lorenzo Buzzetti      |                   | 1:15.90 1:15.49 | 2:31.39 +9.79 |

Am Start waren insgesamt neun Teilnehmer. Der Titelverteidiger und Rekordmeister Gregor Stähli war aufgrund einer Erkrankung nicht am Start. Daniel Mächler gewann seinen ersten Meistertitel, nachdem er im Vorjahr Vizemeister wurde. Auffällig war das große Leistungsgefälle zwischen den ersten vier bis fünf Spitzenathleten und den restlichen Startern.

## Frauen
| Platz | Sportler        | Verein            | Zeit    |
| ----- | --------------- | ----------------- | ------- |
| 1     | Tanja Morel     | Zürcher Bobclub   | 2:25,67 |
| 2     | Jessica Kilian  | Bobclub Zürichsee | + 0,39  |
| 3     | Michaela Pitsch | Endgiadina        | + 6,00  |

Am Start waren insgesamt drei Teilnehmerinnen. Titelverteidigerin und Rekordmeisterin Maya Pedersen-Bieri war wegen einer Babypause nicht am Start. Mit Tanja Morel gewann eine Athletin, die nach der letzten Saison ihre Karriere eigentlich beendet hatte. Sie gewann bei ihrer elften Teilnahme an einer Schweizermeisterschaft ihre elfte Medaille.